# Isaac Schmidt
Isaac Schmidt (Lausana, 7 de diciembre de 1999) es un futbolista suizo que juega en la demarcación de lateral izquierdo para el Leeds United F. C. de la Premier League.

## Selección nacional
Tras jugar en las categorías inferiores de la selección, finalmente hizo su debut con la selección de Suiza el 21 de marzo de 2025 en un encuentro amistoso contra Irlanda del Norte que finalizó con un resultado de empate a uno tras el gol de Isaac Price para el combinado norirlandés, y de Vincent Sierro para Suiza.

## Clubes
| Club                  | País       | Año       | Partidos | Goles |
| --------------------- | ---------- | --------- | -------- | ----- |
| F. C. Lausanne-Sport  | Suiza      | 2020-2021 | 16       | 0     |
| F. C. St. Gallen 1879 | Suiza      | 2021-2024 | 105      | 7     |
| Leeds United F. C.    | Inglaterra | 2024-     | 14       | 0     |

## Palmarés

### Títulos nacionales
| Título           | Club               | País       | Año  |
| ---------------- | ------------------ | ---------- | ---- |
| EFL Championship | Leeds United F. C. | Inglaterra | 2025 |